# 초식 동물

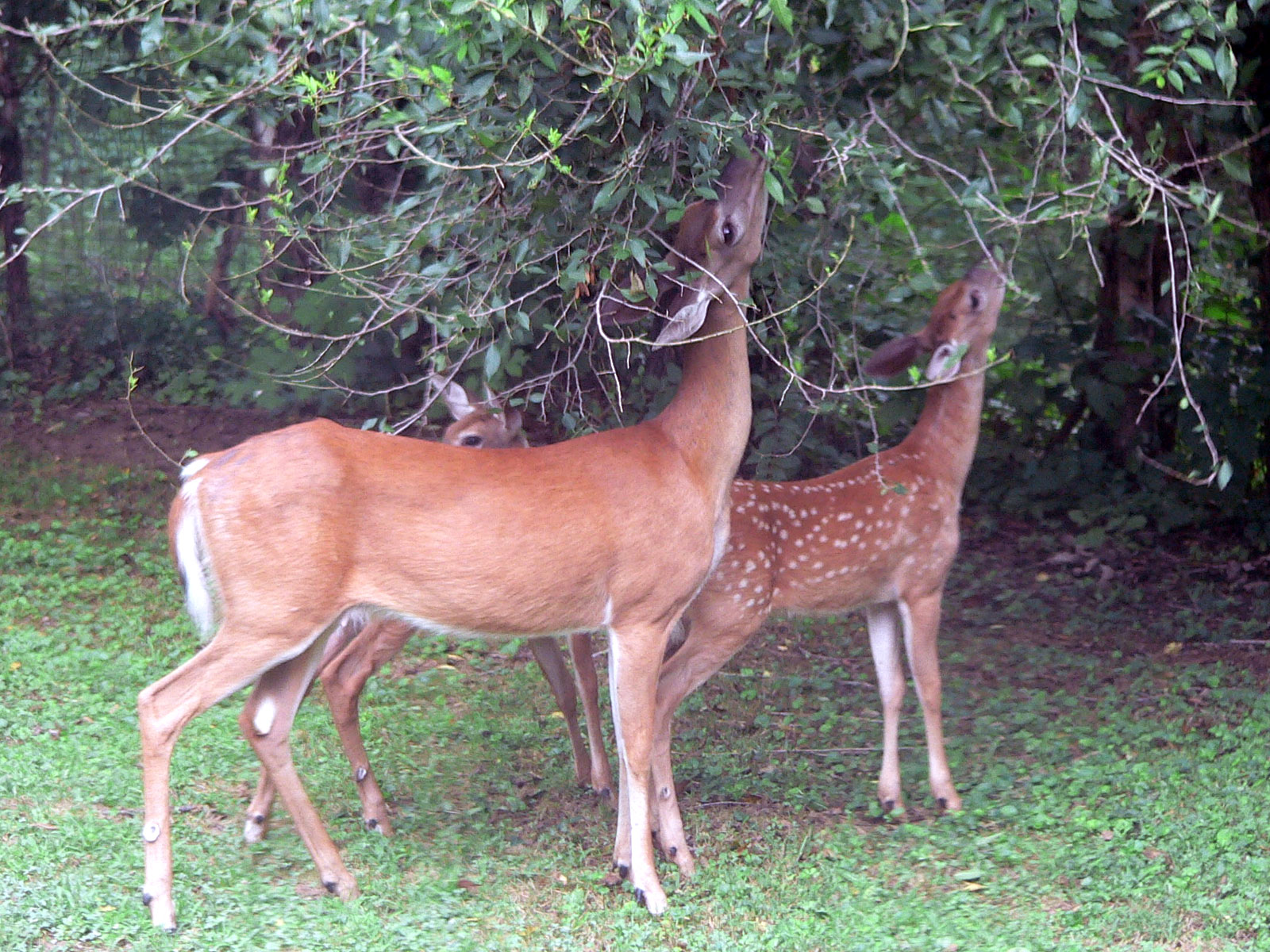
사슴과 두 새끼 사슴이 잎을 뜯어먹고 있다.

초식 동물(문화어: 풀먹이동물 영어: herbivore)은 풀을 먹이로 하는 동물을 말한다. 

## 초식 동물
초식 동물은 식물, 조류, 광합성을 하는 세균 등 자가영양생물을 주로 먹는 소비 형태를 지닌다. 식물들은 광합성을 통해 탄수화물을 만들어내는데, 초식 동물들은 이러한 탄수화물을 얻기 위하여 식물을 소비함으로써 먹이 사슬에서 중요한 고리를 형성한다. 반대로 육식 동물들은 이와 같은 까닭으로 초식 동물들을 잡아먹으며, 잡식 동물들은 식물이나 초식 동물로부터 영양분을 얻는다. 초식 동물이 질긴 섬유식물에 의지하여 홀로 살아남는 능력이 있으므로 자가영양생물을 먹는 생물들은 일반적으로 먹이 사슬에서 1차 소비자(primary consumer)라는 이름이 붙었다.

## 분류
- 브라우저 :  나뭇잎이나 나무의 가지를 따먹는 동물 - 코끼리, 기린, 사슴, 얼룩말 등이 있다.
- 그레이저 : 땅에 난 풀이나 새싹을 먹는 동물 - 얼룩말, 코끼리, 누 등이 있다.

## 같이 보기
- 육식 동물
- 초식계(초식남) VS 육식계(육식녀)
- 잡식 동물